# Thanh Hà (phường)
Thanh Hà là một phường thuộc thành phố Hội An, tỉnh Quảng Nam, Việt Nam.

## Địa lý
Phường Thanh Hà nằm ở phía tây thành phố Hội An, có vị trí địa lý:
- Phía đông giáp phường Cẩm Phô và phường Tân An
- Phía tây giáp thị xã Điện Bàn
- Phía nam giáp xã Cẩm Kim
- Phía bắc giáp xã Cẩm Hà và thị xã Điện Bàn.

Phường Thanh Hà có diện tích 6,13 km², dân số năm 2019 là 13.495 người, mật độ dân số đạt 2.202 người/km².

## Hành chính
Phường Thanh Hà được chia thành 6 khối phố: Bàu Súng, Hậu Xá, Nam Diêu, An Bang, Thanh Chiếm, Trảng Sỏi.